# Guénhaël Huet
Pour les articles homonymes, voir Huet.
Guénhaël Huet, né le 30 juillet 1956 à Locmariaquer (Morbihan), est un homme politique français, membre du parti Les Républicains.

## Biographie
Docteur en droit public en 1987 à l'université Paris 2, il est l'attaché parlementaire de René André entre 1984 et 1987 puis entre 1990 et 1994.
Il est élu conseiller général d'Avranches en 1994, conseiller régional en 1998, et devient maire-adjoint d'Avranches auprès de René André, à qui il succède en 2001. 
Désirant succéder à René André comme député de la circonscription d'Avranches, il s'oppose à la désignation de Philippe Bas par l'UMP. Il se présente aux élections législatives de 2007 comme candidat dissident, après s'être mis en congé de son parti, et emporte le second tour qualifié de « fratricide » par les médias avec l'aide des votes de la gauche, du centre et de l'extrême droite.     
Le 23 mars 2014, lors des élections municipales, il est battu par son adversaire, David Nicolas, défaite qui est une des plus grandes surprises des municipales 2014 dans le département. Guénaël Huet reste élu au conseil municipal.
Il soutient Alain Juppé pour la primaire présidentielle des Républicains de 2016, puis François Fillon pour le premier tour de la présidentielle de 2017. 
Le 3 mars 2017, il annonce sa candidature aux élections législatives des 11 et 18 juin 2017. Il est battu au second face à Bertrand Sorre, candidat de La République en marche !.
Depuis septembre 2019, Guénhaël Huet est enseignant à la faculté de droit de l'Université Rennes 1.[réf. nécessaire]

## Mandats
- Conseiller général d'Avranches de 1994 à 2007 (président de la commission des Sports du conseil général de 2001 à 2004 puis vice-président du conseil général de 2004 à 2007, démissionnaire pour cause de cumul de mandats).
- Conseiller régional de 1998 à 2001 (président de la Commission de l'agriculture et de l'environnement).
- Maire adjoint d'Avranches de 1995 à 2001.
- Maire d'Avranches de 2001 à 2014.
- Député de la 2e circonscription de la Manche de 2007 à 2017.
- Président de la communauté de communes d'Avranches de 2008 à 2013, puis de la communauté de communes Avranches - Mont-Saint-Michel de 2014 à 2016.